# Tomáš Kalas
Tomáš Kalas (født 15. maj 1993) er en tjekkisk fodboldspiller, der spiller for Schalke 04. Han har tidligere været udlejet til en lang række klubber inklusive Fulham og Middlesbrough.